# كريستوفر أفالوس
كريستوفر أفالوس (بالإنجليزية: Christopher Avalos)‏ مواليد 5 نوفمبر 1989 في لانكستر، هو ملاكم محترف أمريكي يصنف ضمن فئة وزن الريشة.

## إحصائيات
خاض خلال مسيرته 31 نزالا، فاز في 26 ولم يتعادل وخسر في 5. فاز بالضربة القاضية في 19 نزالا.

## روابط خارجية
- كريستوفر أفالوس على موقع بوكس ريك (الإنجليزية) (registration required)